# Tam Dalyell
Thomas Dalyell of the Binns, 11.º baronet (Edimburgo, Escocia; 9 de agosto de 1932-26 de enero de 2017), más conocido como Tam Dalyell, fue un político laborista escocés, miembro del Parlamento en la Cámara de los Comunes de 1962 a 2005. Representó a West Lothian de 1962 a 1983 y luego a Linlithgow de 1983 a 2005. Es particularmente conocido por su formulación de lo que llegó a ser conocido como la cuestión inglesa, sobre si los parlamentarios no ingleses deberían ser capaces de votar sobre asuntos solamente ingleses. También fue un fuerte crítico de todas las participaciones bélicas del Reino Unido.

## Biografía

### Primeros años y carrera
Dalyell nació en Edimburgo, y creció en la casa familiar de su madre Nora, cerca de Linlithgow, West Lothian; Su padre Percy Gordon Loch (1887-1953), era un funcionario civil colonial. A través de su madre Dalyell heredó la baronet de Dalyell, aunque él nunca utilizó el título.
Fue educado en la Academia de Edimburgo y el Colegio de Eton. Realizó su servicio militar con los Scots Greys de 1950 a 1952, como soldado de caballería ordinario. Luego fue a King's College, de la Universidad de Cambridge, para estudiar Matemáticas, pero se pasó a Historia. Después de intentar fallidamente estudiar Economía, se formó como profesor en colegios y academias de Edimburgo, hasta llegar a ser director de una escuela en 1961.
En 1969, se convirtió en columnista de la revista New Scientist, contribuyendo para Westminster diary hasta su jubilación en 2005.

### Carrera política
Habiendo sido educado por economistas izquierdistas en Cambridge, Dalyell dijo que se hizo un socialista debido al nivel de desempleo en Escocia. Se incorporó al Partido Laborista en 1956, después de la crisis del Suez. Después de fracasar como candidato parlamentario para Roxburgh, Selkirk y Peebles en 1959, se hizo miembro del parlamento en junio de 1962, cuando derrotó a William Wolfe del Partido Nacional Escocés en una dura votación para la circunscripción de West Lothian. A partir de 1983 representó a Linlithgow (cuando la Ciudad Nueva de Livingston formó su propio distrito electoral) y fácilmente conservó el asiento. Se convirtió en «padre de la casa» de la Cámara de los Comunes (diputado de mayor antigüedad) después de la elección general de 2001, cuando sir Edward Heath se jubiló. Fue Diputado al Parlamento Europeo de 1975 a 1979, y miembro del Ejecutivo Nacional del Trabajo de 1986 a 1987, en representación del grupo socialista Campaign.
La postura independiente de Dalyell en el Parlamento garantizó su aislamiento de importantes comités y empleos. Su temprana carrera fue prometedora y se convirtió en secretario privado parlamentario de Richard Crossman. Molestó a varios ministros y fue censurado por el comité de los privilegios por una filtración sobre el establecimiento de investigaciones del uso de armas biológicas a los periódicos, aunque él dijo que pensó que el proyecto del comité de ciencia y tecnología estaba en el dominio público. Cuando el Laborismo perdió el poder en 1970, sus posibilidades de ocupar un cargo superior terminaron efectivamente. Se opuso a la descentralización escocesa y fue el primero en plantear la cuestión inglesa. Continuó argumentando sus propias causas: en 1978-79 votó contra de su propio partido más de 100 veces.
Dalyell desaprobaba públicamente el imperialismo. Comenzando con su oposición a la acción militar en Borneo en 1965 (en el contexto de la confrontación indonesio-malaya), él disputó casi cada acción militar británica, discutiendo contra la acción en Adén, la expulsión de los chagosianos del archipiélago de Chagos (convirtiéndose en vocal de los derechos de los chagosianos), y la guerra de las Malvinas, especialmente el hundimiento del Belgrano, llegando a interpelar duramente a Margaret Thatcher en mayo de 1983 por autorizar el ataque al buque argentino cuando se estaba alcanzando una solución a favor de la paz, intentando imputarla por un crimen de guerra. Fue uno de los pocos parlamentarios que se opuso a la guerra con la Argentina, junto con John Tilley y Andrew Faulds. Tal era la poca aceptación por la disidencia, que el líder del partido laborista y de la oposición en el parlamento, Michael Foot, lo separó de su cargo como portavoz en el comité de ciencia. Dalyell llegó a confirmar que había armas nucleares a bordo del HMS Sheffield (D80), pese a la constante negativa del ejecutivo británico. En junio de 2014, 32 años después, se reunió con la embajadora argentina Alicia Castro.
También se opuso a la guerra del Golfo y la acción en Kosovo e Irak. Sobre estas dos últimas acciones militares, llegó a calificar a Tony Blair como el peor primer ministro de sus años como parlamentario, pese a ser del mismo partido. Dalyell había expresado: «resistiré a una guerra con cada tendón en mi cuerpo». Además tuvo una fuerte presencia en el Parlamento en relación con Libia y llevó a cabo no menos de 17 debates de aplazamiento sobre el atentado de Lockerbie, en los que reiteradamente exigía respuestas del gobierno a los informes de Hans Köchler, observador de las Naciones Unidas para la investigación.
En febrero de 2003 se convirtió en el primer diputado de mayor antigüedad en ser expulsado —tras varias llamadas al orden,— de una sesión de la cámara de los Comunes, por hacer preguntas sobre el expediente del gobierno sobre las armas químicas en Irak. Tras su abierta oposición a la invasión de Irak de 2003 y las críticas al Gobierno, Downing Street sugirió que podría enfrentar la retirada del bloque del partido laboral. En mayo, la revista estadounidense Vanity Fair citó indirectamente a Dalyell diciendo que el primer ministro Tony Blair estaba indebidamente influenciado por una «camarilla de asesores judíos». Dalyell negó las acusaciones de que los comentarios eran antisemitas. En marzo del mismo año, en relación con la invasión de Irak, Dalyell acusó a Blair de ser un criminal de guerra y pidió su envío a la corte internacional de La Haya.
El 7 de marzo de 2003, Dalyell fue elegido Rector de la Universidad de Edimburgo. Después de un período de tres años, fue sucedido en 2006 por Mark Ballard. Se anunció el 13 de enero de 2004 que Dalyell se retiraría del Parlamento en las próximas elecciones y dejó la Cámara de los Comunes en abril de 2005 después de 43 años como miembro. Había sido el diputado más antiguo de Escocia desde la renuncia de Bruce Millan en 1988. Fue sucedido como padre de la casa por Alan John Williams. En 2009, The Daily Telegraph informó que Dalyell había presentado una reclamación de gastos por 18 000 libras esterlinas por tres estantes sólo dos meses antes de su retiro de la Cámara de los Comunes. Dalyell afirmó que se trataba de un gasto legítimo al que tenía derecho y la Oficina de Honorarios de la Cámara de los Comunes le otorgó unas 7800 libras esterlinas.
Recibió un Doctorado Honorario de la Universidad Heriot-Watt en 2011.

### Vida personal y fallecimiento
Se casó con Kathleen Wheatley, una profesora, el 26 de diciembre de 1963; y tuvieron dos hijos: Gordon Wheatley, y Moira, ambos abogados. Era primo de sexto grado de Harry S. Truman a través de la hija del primer Baronet Dalyell de los Binns.
Al jubilarse, y durante algunos años antes, contribuyó con obituarios al The Independent. En 2011 publicó su autobiografía, dedicándola «a los hombres y mujeres de West Lothian —Laboristas, SNP, Conservadores, Liberales, Comunistas— quienes, cualesquiera que fueran sus opiniones políticas, fueron amables conmigo de todo tipo durante 43 años como su representante en la Cámara de los Comunes».
Falleció en enero de 2017 a los 84 años de edad tras una corta enfermedad.

## Obras
- The Case of Ship-Schools (1960), OCLC 851703328
- Ship-School Dunera (1963), OCLC 774519818
- Devolution: The End of Britain? (1977), ISBN 9780224015592
- One Man's Falklands (1982), ISBN 9780900821653
- A Science Policy for Britain (1983), ISBN 9780582902572
- Thatcher's Torpedo (1983), ISBN 9780900821677
- Misrule (1987), ISBN 9780241121702
- Dick Crossman: A Portrait (1989), ISBN 9780297796701
- The Importance of Being Awkward: The Autobiography of Tam Dalyell (2011), ISBN 9780857900753